# International Paderborn computer chess championship
L'International Paderborn computer chess championship (IPCCC) fu un torneo annuale riservato ai motori scacchistici disputatosi per 17 edizioni annuali, dal 1991 al 2007, e organizzato dall'Università di Paderborn. La quinta edizione (1995) ha coinciso con il 13º campionato del mondo  di scacchi per PC. Il torneo venne cancellato nel 2008, quando la 18ª edizione del torneo fu annullata per insufficienza di iscrizioni.

## Vincitori
| Edizione | Anno | Motore         | Autore/i                                           |
| -------- | ---- | -------------- | -------------------------------------------------- |
| 1        | 1991 | Zugzwang       | Rainer Feldmann, Peter Mysliwietz, Heiner Matthias |
| 2        | 1992 | Zugzwang       | Rainer Feldmann, Peter Mysliwietz, Heiner Matthias |
| 3        | 1993 | Bobby          | Hans-Joachim Kraas, Günther Schrüfer               |
| 4        | 1994 | Schach 3.0     | Matthias Engelbach, Thomas Kreitmair               |
| 5        | 1995 | MChess-Pro 5.0 | Martin Hirsch                                      |
| 6        | 1997 | Zugzwang       | Rainer Feldmann, Peter Mysliwietz, Heiner Matthias |
| 7        | 1998 | Nimzo98        | Chrilly Donninger                                  |
| 8        | 1999 | P.ConNerS      | Ulf Lorenz                                         |
| 9        | 2000 | Shredder       | Stefan Meyer-Kahlen                                |
| 10       | 2001 | Shredder       | Stefan Meyer-Kahlen                                |
| 11       | 2002 | Shredder       | Stefan Meyer-Kahlen                                |
| 12       | 2003 | Fritz          | Frans Morsch, Mathias Feist                        |
| 13       | 2004 | Hydra          | Chrilly Donninger, Alex Kure                       |
| 14       | 2005 | Hydra          | Chrilly Donninger, Alex Kure                       |
| 15       | 2005 | Rybka          | Vasik Rajlich                                      |
| 16       | 2006 | Rybka          | Vasik Rajlich                                      |
| 17       | 2007 | HIARCS         | Mark Uniacke                                       |